# Musca hirsute
Musca hirsute är en tvåvingeart som beskrevs av Donovan 1810. Musca hirsute ingår i släktet Musca, ordningen tvåvingar, klassen egentliga insekter, fylumet leddjur och riket djur. Inga underarter finns listade i Catalogue of Life.